# For Reasons Unknown
"For Reasons Unknown" (у преводу, Из непознатих разлога) је песма рок бенда из Лас Вегаса, Килерс и пета је песма на њиховом другом албуму, Sam's Town, који је издат октобра 2006. године. Песма је издата као четврти сингл са тог албума у Уједињеном Краљевству 25. јуна 2007. године.
Када Килерси свирају ову песму уживо, басиста Марк Стормер свира гитару у овој песми, а фронтмен Брендон Флауерс свира бас.
Овај сингл је постао најниже рангирани у Великој Британији до сада, достигнувши 53. место 1. јула 2007. године. Провео је само недељу дана на Топ 75 листи у Британији.

## Списак песама
Британски CD:
1. "" (уживо у Еби роуд студију)

Британски 7":
1. (уживо у Еби роуд студију)

## Спот
Спот је први пут приказан у Великој Британији 18. маја и могао је да се види на разним британским музичким каналима. Спот је сниман у црно-белој техници и у њему чланови бенда свирају као каобоји у пустињи. Спот је постављен и на сајт YouTube, а у Аустралији се премијерно приказао 3. августа.